# Brunörtspetsvivel
Brunörtspetsvivel (Apion cineraceum) är en skalbaggsart som beskrevs av Wencker 1864. Brunörtspetsvivel ingår i släktet Apion, och familjen spetsvivlar. Enligt den finländska rödlistan är arten sårbar i Finland. Enligt den svenska rödlistan är arten nära hotad i Sverige. Arten förekommer på Öland. Artens livsmiljö är torra gräsmarker.